# Chalaronema
Chalaronema is een geslacht van sponsdieren uit de klasse van de Hexactinellida.

## Soort
- Chalaronema sibogae Ijima, 1927